# Melolobium lampolobum
Melolobium lampolobum es una especie de planta floral del género Melolobium, tribu Genisteae, familia Fabaceae.

## Distribución
Se distribuye por provincias del Cabo.

## Taxonomía
Fue descrita por (E.Mey.) Moteetee & B.-E.van Wyk y publicada en Bothalia 31: 210 (2001).